# Point of Bay
Point of Bay ist eine Gemeinde (Town) auf der Insel Neufundland in der kanadischen Provinz Neufundland und Labrador. Sie liegt am Westufer der Bay of Exploits. Die Route 352 führt von Botwood nach Norden an Point of Bay vorbei. Bürgermeister ist Edward Cameron.
Der Zensus im Jahr 2016 ergab für die Gemeinde eine Bevölkerungszahl von 154 Einwohnern. Beim Zensus im Jahr 2006 betrug die Einwohnerzahl noch 163.